# Удэгейцы

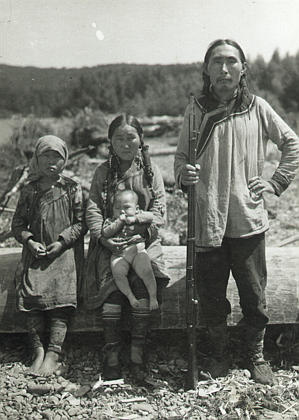
Удэгейцы на фото начала XX века

Удэге́йцы, также удэге́ (устар. удэхе́йцы, удэхе́; самоназвание — удэғе) — один из коренных малочисленных народов Дальнего Востока тунгусо-маньчжурского происхождения, антропологически относятся к байкальскому типу монголоидов.
Язык — удэгейский, относится к амурской ветви тунгусо-маньчжурских языков, наиболее схож с орочским, практически вытеснен русским языком.

## Этнонимы
До конца XIX — начала XX века исследователи (российские и западные) не разделяли удэгейцев и орочей, считая их одним народом (нередко под названием «орочоны»). Первым, кто обосновал их этническую обособленность, был С. Н. Браиловский. Он же первым ввёл в обиход этноним удихе, удихейци (рус. удээ, удэхэ, удихэ), ставший официальным, включая эндоэтноним уже в 1930-е годы. К этому времени общего самоназвания удэгейцы не имели. Каждая территориальная группа имела собственное самоназвание: хунгарийская — хунгаке, бикинская — бикинка, анюйская — унинка и тому подобные.
Также известен экзоним удэгейцев кекари (рус. кекары) — так называли удэгейцев соседние народы, преимущественно орочи и маньчжуры, и этот термин иногда встречается в западной и русской литературе.

## Территория проживания и численность

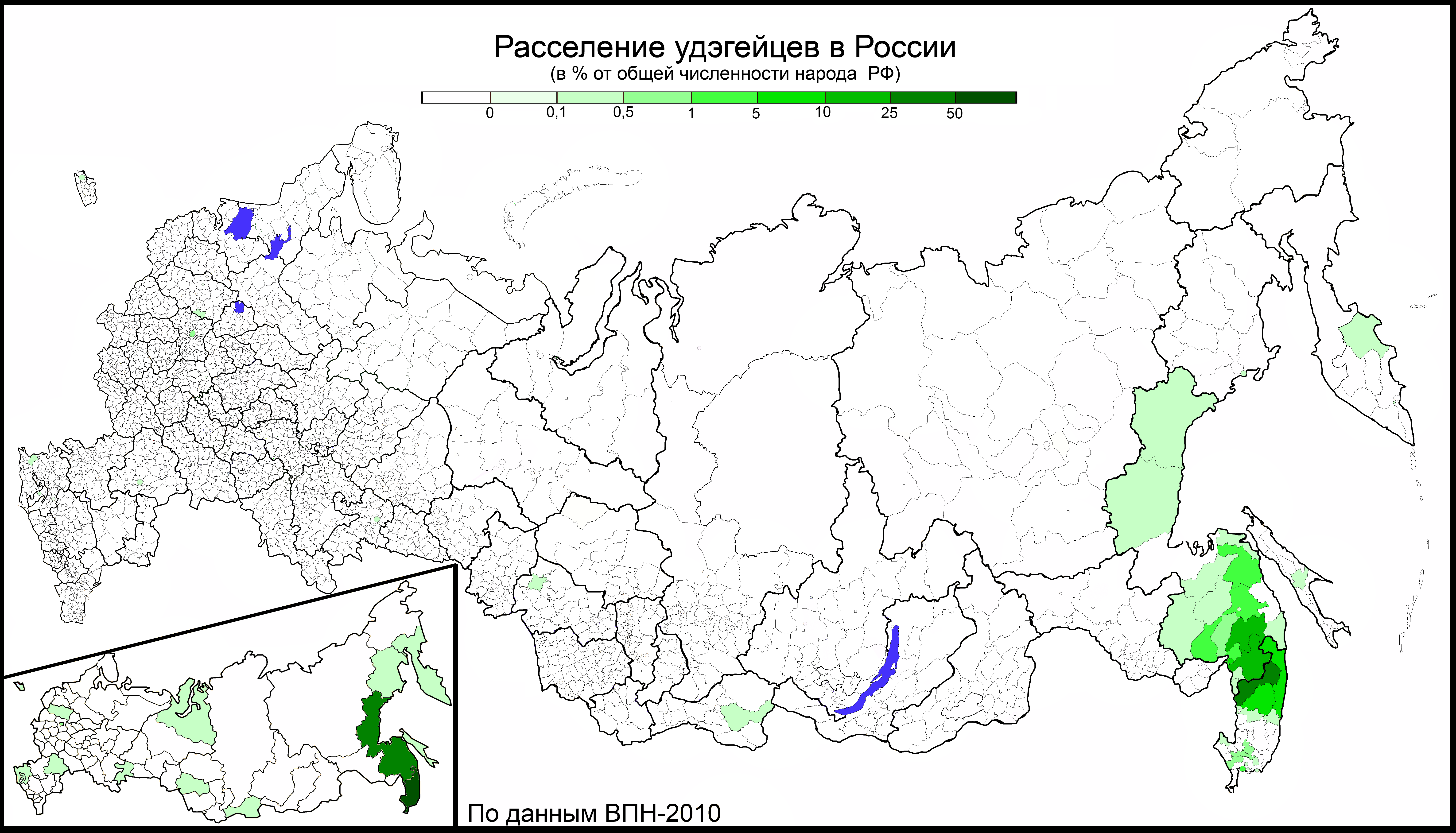
Расселение удэгейцев в РФ на 2010 год в % от общей численности этого народа в РФ

Удэгейцы относятся к коренным народам Севера, Сибири и Дальнего Востока, хотя северная граница их традиционного проживания находится на широте Киева, а лето на большей части территории теплее московского.
На начало XX века удэгейцы занимали сплошную территорию по обоим склонам Сихотэ-Алиня. Её предел на востоке доходил до побережья Японского моря (в междуречье Ботчи и Такема), а на западе — достигал среднего течения правых притоков Уссури (реки Хор, Бикин, Большая Уссурка). На северо-востоке удэгейцы граничили с орочами Императорской гавани, на севере — с найхинскими нанайцами, на юге — с тазами. Удэгейцы проживали также на севере и северо-западе от своей основной территории — по притокам Амура: Анюю, Хунгари и Урми, в окружении найхинских и кур-урмийских нанайцев.
Однако в связи с коллективизацией и укрупнением поселений, от которого пострадали чуть ли не все северные российские народы, в 1930-е годы ассимиляцию испытали и поселения удэгейцев. В результате к началу 1940-х годов удэгейцы окончательно потеряли единство этнической территории и были сосредоточены в 9 укрупнённых посёлках (см. карту), которые «ничем не отличались от русских» и административно относятся к Приморскому и Хабаровскому краям Российской Федерации.
Изменения в численности российских удэгейцев, по данным переписей, хотя ранние статистические данные численности удэгейцев, как и остальных народов Приамурья, страдают неточностями, приведены в Таблицах численности удэгейцев (1896—2002):
По данным переписи численности населения России 2002 года количество удэгейцев составило 1657 человек. На Украине по данным переписи населения 2001 года проживало 42 лица, которые самоидентифицировали себя как удэгейцы, из числа которых только 8 человек (19 %) указали удэгейский в качестве родного языка, тогда как украинский назвали 6 человек, остальные — другой, преимущественно русский.

Расселение удэгейцев в ДФО по городским и сельским поселениям в %, перепись 2010 г.

Расселение орочей в ДФО по городским и сельским поселениям в %, перепись 2010 г. Таким образом, общая численность удэгейцев в России и на Украине составляет 1,7 тыс. человек.
Численность удэгейцев в СССР / России
Численность удэгейцев в населённых пунктах в 2002 году
Приморский край:
- село Красный Яр 378
- село Агзу 120

Хабаровский край:
- село Гвасюги 146

## История

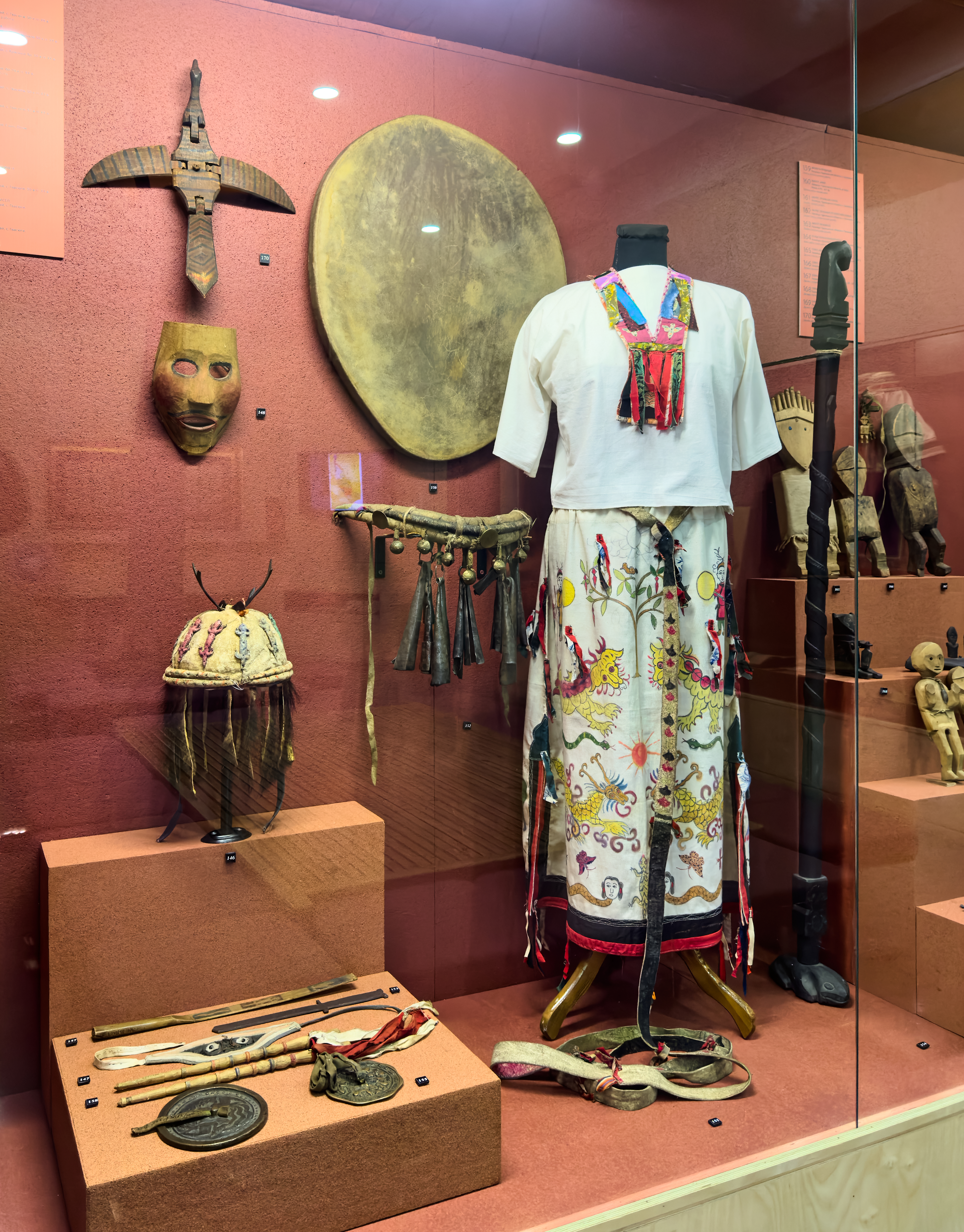
Одежда и утварь удэгейского шамана (Музей истории Дальнего Востока)

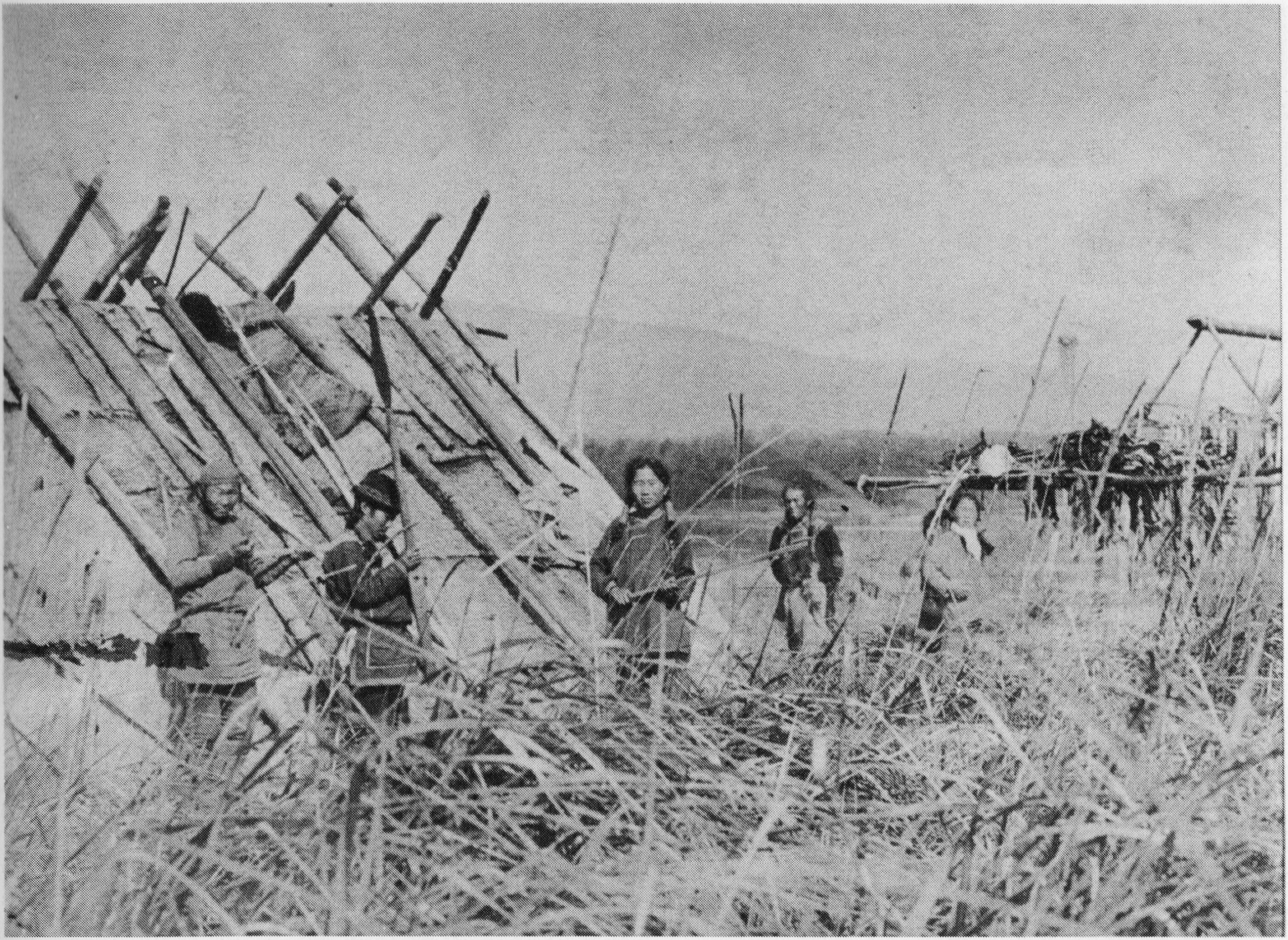
Фотоснимок удэгейского стойбища, сделанный В. К. Арсеньевым в 1906 г.

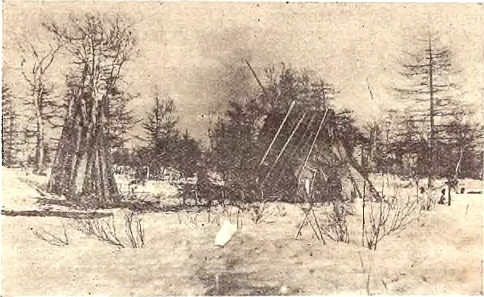
Удэгейская юрта в виде двускатной крыши, сделанной из елового корья, 1950 г.

Территория компактного проживания удэгейцев издавна находится на северо-востоке Приморского края и юго-востоке Хабаровского края, в основном в горах и предгорьях Сихотэ-Алиня или у правых притоков Уссури и Амура.
В IV—VI веках побережье Японского моря населял племенной союз Уцзи, состоявший из 7 племен. В источниках XII столетия на этой же территории зафиксировано племя Удаха. В «Цзинь ши» («Истории империи Цзинь», составленной в 1345 году) говорится, что на крайнем северо-востоке империи Цзинь обитали «дикие люди удэгай». Это первое известное упоминание об удэге. Китайский документ XVII века отмечает, что на побережье Японского моря живёт и занимается рыболовством племя Удиха.
На протяжении своей истории удэге контактировали с нанайцами и эвенками, наиболее тесные связи были с орочами. До конца XIX века русские исследователи удэгейцев и орочей не разделяли, а считали одним народом.
До прихода русских удэгейцы не знали письменности, основной религией был шаманизм и анимизм, выраженные в вере в родство людей с медведем и уссурийским тигром, а главными занятиями — охота (главным образом на изюбра и лося), рыболовство (на крупных реках) и собирательство (в основном женьшеня). Также существовал обряд воздушного погребения.
Русские принесли письменность (русскую, первый алфавит на удэгейском языке был составлен лишь в 1930-е годы), большое внимание уделялось обращению удэгейцев в христианство. Лишь в отдалённых районах сохранился шаманизм в чистом его виде. Однако большинство удэгейцев, за исключением вождей и шаманов, продолжало жить в бедности, работая на китайских (в южной части Уссурийского края) и русских (на севере) промышленников и кредиторов. В. К. Арсеньев в своих дневниках и произведениях многократно пишет о том, как китайские кредиторы за долги отнимали у удэгейцев жён, детей и самих должников продавали в рабство. За неповиновение или просто для того, чтобы узнать, сколько соболей добыл охотник-должник, избивали. Ситуация осложнялась тем, что большинство туземного населения не понимало настоящей ценности денег и считали их по числу купюр. Притом китайцы курили сами и продавали местному населению как табак, так и опиум, а также крепкие спиртные напитки, опасности которых местное население не понимало. После Октябрьской революции китайская часть населения Уссурийского края не была допущена к разделу земли и была изгнана из края. К тому же выдача кредитов частными лицами была запрещена.
В 1980-е годы было создано совместное советско-южнокорейское предприятие «Светлая» для вырубки леса в бассейне реки Бикин, но её деятельность встретила сопротивление: 8 августа 1992 года вооружённые удэгейцы пикетировали район вырубок. Действия удэгейцев получили поддержку местной администрации, а также казачества и привели к тому, что СП «Светлая» в 1992 году прекратило существование.

## Язык и субэтносы
Удэгейцы говорят на удэгейском языке удэгейской группы юго-восточной ветви тунгусо-маньчжурской языковой семьи. Наибольшее родство удэгейского языка прослеживается с орочским языком.
В удэгейском языке выделяют три диалекта: хорско-анюйский, бикинско-иманский и самаргинско-хунгарийский, о степени родства и взаимопонятности между носителями которых единого мнения среди специалистов нет. Примечателен тот факт, что ещё в 1960-70-е годы среди удэгейцев сохранялось распределение на субэтнические группы, и, таким образом, окончательной этнической консолидации так и не произошло.
Численность носителей удэгейского языка постоянно уменьшается — так, в ходе переписи 2010 года лишь 82 удэгейца (5,64 %) назвали удэгейский язык родным; остальные назвали русский язык.
Удэгейский язык имеет письменность на основе кириллицы (первую письменность для удэгейцев создал Е. Р. Шнейдер в 1930-е годы на основе хорского диалекта, с использованием латиницы, орфография которой переведена на кириллицу, в 1980—1990-е годы для нужд точного отражения фонетической структуры удэгейского языка. Наконец, в январе 1989 года Хабаровским крайисполкомом официально утверждена новая удэгейская орфография, разработанная М. Д. Симоновым и В. Т. Кялундзюгой.
На удэгейском языке существует литература (зачинателем является Джанси́ Кимонко́) и относительно незначительная книжная продукция. Особый вклад в развитие и сохранение национальной идентичности, а также в изучение языка и фольклора удэгейцев внесла удэгейский учёный Валентина Кялундзюга.

## ДНК
У удэгейцев, наряду с коряками и нивхами, выявлено значительное наличие Y-хромосомной гаплогруппы С3* (вторая частота среди восточносибирских этносов — 61 %). У удэгейцев, как и у нивхов, Y-хромосомная гаплогруппа N1a1 встречается с частотой менее 4 % — 3,2 %. Y-хромосомная гаплогруппа O2 встречается с частотой 12,9 %, гаплогруппы C3c и O3a* — с частотой 9,7 %, гаплогруппа O3a3c* — с частотой 3,2 %.

## Этногенез
Учёные выделяют три основные составляющие, на базе которых сформировался удэгейский этнос: автохтонной палеоазиатской, представленной Янковской и близкими к ней по виду археологическими культурами Кореи и Приамурья; австронезийской в лице мигрантов с побережья Жёлтого и Восточно-Китайского морей (Кроуновская археологическая культура) и тунгусской, основу которого сперва составили пешие охотники илоу, пришедшие из Забайкалья (Ольгинская археологическая культура). В процессе взаимодействия илоу с местными племенами, в VII в. на юге Дальнего Востока сформировалась новое тунгусское сообщество мукри, основавшее в 698 году государство Бохай. Дальнейшее развитие мукри происходило в сложных этнополитических условиях и в неразрывной связи с историей и культурой соседних стран и народов — особенно значительное влияние на него оказали древнетюркские и древнемонгольские народы, что в конечном итоге привело к образованию современных этносов юго-тунгусской языковой группы, в том числе и удэгейцев. Вообще, на этногенез удэгейцев влияли многочисленные этнические контакты на протяжении всей их истории — особенно интенсивными они были с орочами, а также нанайцами и эвенками, позднее — с маньчжурами и китайскими переселенцами, а уже в современности — с русскими.
Этнические территории удэгейцев (страна удэге), то есть земли компактного проживания, издавна находились на северо-востоке Приморского края и юго-востоке Хабаровского края, преимущественно в горах и предгорьях Сихотэ-Алиня и вдоль правых притоков Уссури и Амура.

## Общество и семья
Этнографический отдел в Хабаровском краевом музее
имени Н. И. Гродекова
Общественным традициям удэгейцев характерно немало архаических черт — так, ещё в середине XIX века господствующими у удэгейцев были родовые отношения. Каждый член рода знал свою родовую принадлежность, которая вместе с «законом» (традиционным правом) чаще всецело определяла (контролировала и ограничивала) не только его «компетенцию» (совокупность семейных и профессионально-промышленных отношений), но и личную свободу.
Во главе рода стоял старейшина (сагдимзи; иначе заньгиа — «князь»), избиравшийся из старейших и авторитетных мужчин рода. Именно он был наделён властными полномочиями, он же следил за соблюдением «закона» (кругу), то есть традиционного права, и вёл суд в случае его нарушения.
В случае возникновения межродового конфликта (например, убийства), на суд собирались старейшины всех родов, чтобы на основе традиционного же права решить совместно, на чьей стороне «закон».
Значительную роль в традиционном обществе играл также шаман — не только проводя культовые действия (камлания), но и нередко выступая посредником в улаживании социальных конфликтов.
Немало архаичных черт характерно именно для семейных и межличностных отношений в обществе удэгейцев. Так, действовало множество поведенческих, в том числе языковых табу (Сонда), например, жене нельзя было переступать через (существует мнение, что вообще крайне касаться) личные вещи мужчины; было запрещено класть нож в очаг, спрашивать имя покойника и тому подобное. Табуизированы были все сферы жизни человека, в том числе и хозяйственная — например, делать лодку из дерева, поваленного бурей, было нельзя.
Основой патриархального (в некоторых верованиях удэгейцев, в которых прослеживаются дошаманские пласты, как культы хозяйки домашнего очага Пудя и заместителя женщин Сагды Мамы, также ощутимы реликты матриархата) удэгейского общества была малая семья. В семье царили родительское право и чёткое распределение мужских и женских обязанностей и трудовой деятельности. Мужчина заботится о защите и обеспечении семьи мясом, изготовления основных орудий труда и так далее, на женщину же возлагались обязанности по собирательству, ведению домашнего хозяйства, воспитания детей, подсобные, но часто остро необходимые хозяйственные функции (изготовление одежды и обуви, домашней утвари и тому подобное).
Весь воспитательный процесс в удэгейской семье был направлен на быстрое формирование у детей умений, соответствующих их полу, в том числе и в игровой форме.
Браки у удэгейцев были экзогамные — межродовые. По «закону» (традиционному праву) девочку с малых лет назначали в жёны мальчику из другого рода, взамен же из этого рода получали девочку в будущие жёны одного из своих мальчиков. Возраст, в котором девочка переходила в род своего будущего мужа, зависел от «сделки» между родителями, и мог варьироваться от 3-5 лет (тогда девушка сразу же начинала работать на родителей своего будущего мужа до брака) до 12 лет (обычный брачный возраст для девушек).
У удэгейцев практиковался покупной брак (как одна из ранних его форм) — калым (тьои) как выкуп за невесту. Обычно такой калым включал в себя шкурки животных (на ранних этапах), посуду (особенно покупную из металла), ткани (также покупные, китайский шёлк), позже — деньги.
Рожали удэгейские женщины в старые времена, уходя в специальные «родильные палатки» (йатау), находящиеся в отдалённом от стойбища месте (обычно в лесной глуши). Всё время роженица находилась там же, посещать её имела право только повивальная бабка. Нередко пуповину перерезала также сама роженица.
Погребальные традиции удэгейцев — сплав верований и практичности. В случае смерти покойника заворачивали в материю, делали гроб (огдие), выдолбленный из ствола тополя, реже кедра, бревно накрывалась сверху меньшим; иногда в форме лодки, ведь верили, что на пути в потустороннем мире душа покойника переплывает моря и реки), далее гроб забивали досками и заворачивали берестой. В старые времена гроб не закапывали в землю. Если покойник был взрослым или ребёнком старше 3 лет, то его гроб относили и оставляли посередине специально возведённой (часто в лесных чащах) палатки. Покойника снаряжали в «долгий путь» в потусторонний мир — оставляли немного еды (только крупы), одежду, копьё, топор и нож (всё с затупленными остриями), в более поздние времена — даже спички, махорку, немного металлических денег («для покупки в потустороннем мире невесты»). Если умирал ребёнок до 3 лет, его гробик помещали в ветви дерева, потому считалось, что душа ребёнка должна вернуться в гнездо (омие), охраняющий Великая Бабка.

## Современность
На 2002 год насчитывалось 1657 человек, указавших национальность «удэгеец», однако большое количество лиц удэгейского происхождения живут в городах и посёлках городского типа и полностью ассимилировались с русским большинством, что привело к резкому уменьшению носителей родного языка. Лишь около 400 человек в 2002 году признало удэгейский язык родным, преимущественно люди старшего поколения.
Одна из главных проблем удэгейцев в местах традиционного их проживания — алкоголизм, весьма распространённый среди жителей. Другая проблема — заготовка леса крупными компаниями на их территориях, что в 1990-е годы не раз приводило к конфликтам.

## Фильмы
- Маяка с реки Бикин (1958)